# Xanthorrachis annandalei
Xanthorrachis annandalei är en tvåvingeart som beskrevs av Mario Bezzi 1913. Xanthorrachis annandalei ingår i släktet Xanthorrachis och familjen borrflugor. Inga underarter finns listade i Catalogue of Life.